# Пришельцы-завоеватели
«Пришельцы-завоеватели» (англ. Evil Aliens) — комедийный фильм ужасов 2005 года режиссёра и сценариста Джейка Уэста, создателя фильма «Попали!».
Главные роли в картине исполнили
- Эмили Бут
- Кристофер Адамсон, Норман Ловетт[англ.] известный по сериалу «Красный карлик».[3]

Премьера кинофильма состоялась в 2005 году в кинотеатре «Рокси» в центре Сан-Франциско, в Великобритании — 10 марта 2006 года. Бюджет фильма составил 287 000 ￡. У фильма был всего один инвестор — Квентин Рейнольдс.
В центре сюжета — история о съёмках документальной передачи на ферме для телевидения, в ходе которой происходит столкновение с инопланетянами, уничтожающими домашний скот.
Фильм снимался в Йоркшире на заброшенной мясокомбинатной фабрике и на настоящей ферме. Съёмки длились всего пять недель. Декорации изготавливались из картона и дерева, папье-маше. Все актёры ранее уже имели опыт работы, в том числе в фантастических фильмах. Написание сценария заняло около 9 месяцев. Персонаж Лур Уильямс получил своё имя в честь специалиста по 3D-эффектам, работавшим над фильмом. Специальные эффекты создавались с помощью 6 компьютеров, объеденных в сеть у режиссёра дома.
Во время съёмок местный инспектор принял часть декораций, оставленных на месте и не прикрытых брезентом, за реальные объекты и испугался, а потом пытался оштрафовать владельцев фермы, на которой проводились съёмки.
Фильм был так тепло принят зрителями на фестивале в Сан-Франциско, что его показывали два дня, а режиссёра попросили остаться ещё на один день.

## Сюжет
Недалеко от фермы Уильямсов молодая пара занимается любовью, как вдруг чувствует тряску и слышит шум. Девушка по имени Кэт (Дженифер Эванс) бежит домой, опасаясь гнева братьев, а её ухажера похищают пришельцы, впрочем, и она сама попадает к ним по ходу сюжета. Однако она отделывается вживлением чужеродного эмбриона в живот, а её приятеля подвергают анальному сверлению. Через несколько недель новость об этом доходит до Лондона, где молодая ведущая Мишель Фокс (Эмили Бут) предлагает своему начальнику Ховарду Марсдену (Норман Ловетт) снять об этом сюжет. Собирается небольшая съёмочная группа, по дороге на ферму Уильямсов она подбирает Гевина Гормана (Джеми Ханейборн) — специалиста-уфолога.

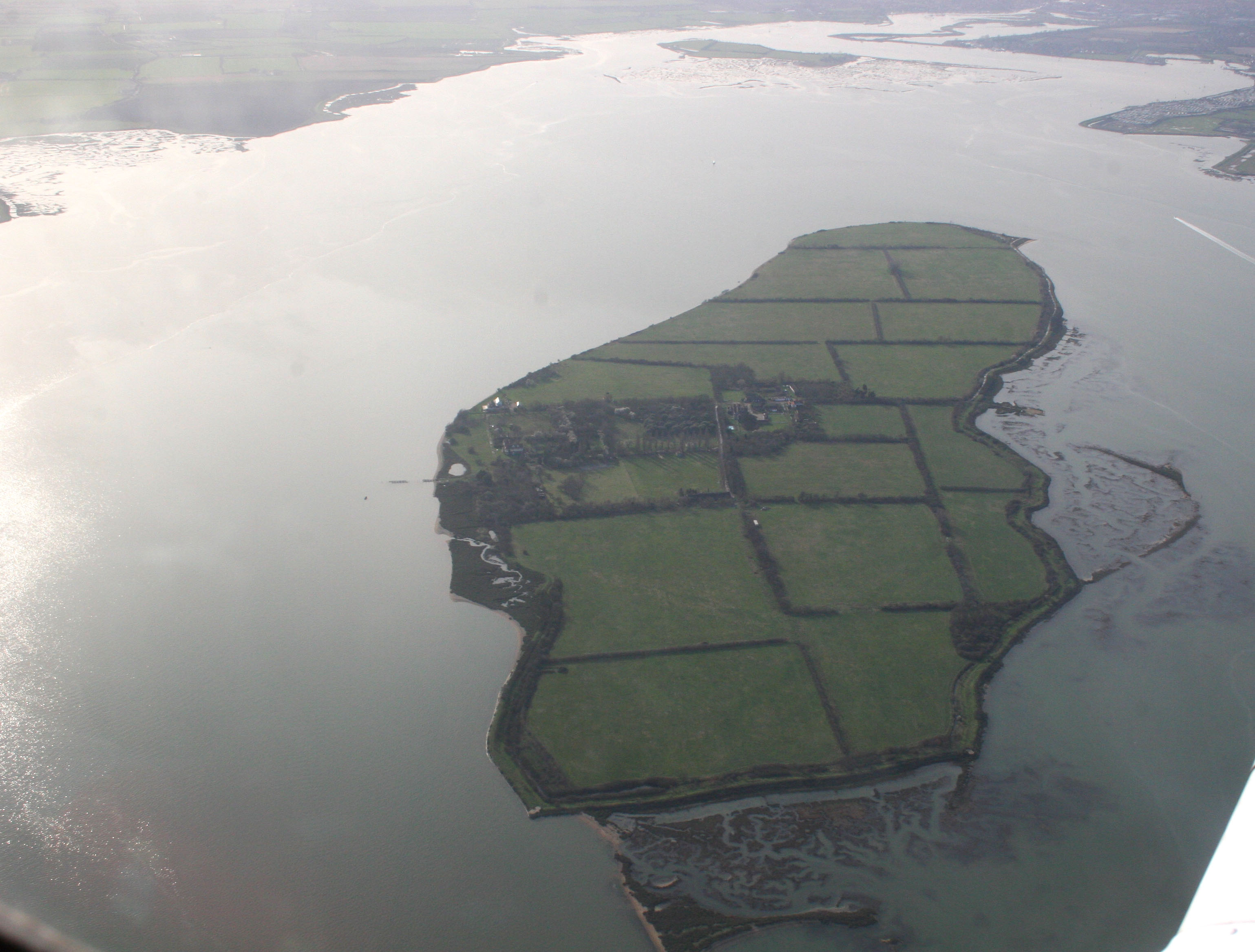
Остров Осея хотя и не упоминается, но имеется в виду, место подобное ему, фигурирует также в сериале «Третий день».

Приехав на ферму, группа знакомится с Кэт и её братьями Луром (Кристофер Адамсон), Дэемом (Марк Ричард Хаес) и Томасом (Крис Томас). Утром Горману показывают круги на поле, он понимает, что это фальшивка, и портит их, добавив к ним нецензурное слово. Кэт рассказывает историю, а съёмочная группа смеётся над ней. Следующей ночью актриса Кэнди (Джуди Шау) будит Гормана и зовет Мишель и Рикки посмотреть, что происходит на улице. Там герои становятся свидетелями убийства коровы. Они в панике возвращаются на ферму и показывают видео братьям Уильямс. Те встречаются с инопланетянами в поле. Один брат погибает, но им удается убить нескольких пришельцев. Горман занимается сексом с пришельцем.
Из Кэт тем временем вылезает инопланетянин, она находит своего брата и убивает его. Герои пытаются уйти с фермы но сталкиваются с пришельцами, Лур спасает им жизни. Кэт похищает Мишель и отдает её для имплантации эмбриона пришельцам. Остальная команда пытается уехать с острова на машине, по дороге убивая инопланетян. Звуковик слепнет, но решается плыть обратно на остров. Ему передают видеозапись. Остальные возвращаются на ферму и дерутся с пришелицами. Рикки уничтожает многих с помощью комбайна, затем взрывает метановое хранилище и погибает. Лура убивают в свинарнике. Горман спасает Мишель с корабля, вместе они встречают Кэнди и прячутся в доме, там Мишель нападает на Гормана, но её убивает подружка Гормана. Кэндис убивают пришельцы. Горман запускает механизм самоуничтожения и взрывает тарелку пришельцев раньше, чем его убивают. Звуковик выбирается на берег, сохранив в пакете запрещенные растения, но потеряв видеозапись.

## В ролях
- Эмили Бут — ведущая шоу о паранормальных явлениях Мишель Фокс.
- Кристофер Адамсон — старший брат Лур Уийльямс в семействе проживающей на ферме.
- Норман Ловетт — Ховард Марсден глава телеканала.
- Джеми Ханейборн — уфолог Гевин Горман специалист по паранормальным явлениям.
- Джуди Шау — актриса приглашенная для съёмок по имени Кэнди Виксен.
- Дженифер Эванс — сестра Кэт Уильямс забеременевшая от инопланетян.
- Марк Ричард Хаес — Дэй Уильямс младший брат семейства Уильямс.
- Крис Томас — Томас Уильямс средний брат семейства Уильямс.
- Сэм Батлер — Рикки Адерсон оператор съёмочной группы.
- Питер МакНил ОКонер — Джек Кэмпбэл звуковик.

## Производство

### Сценарий

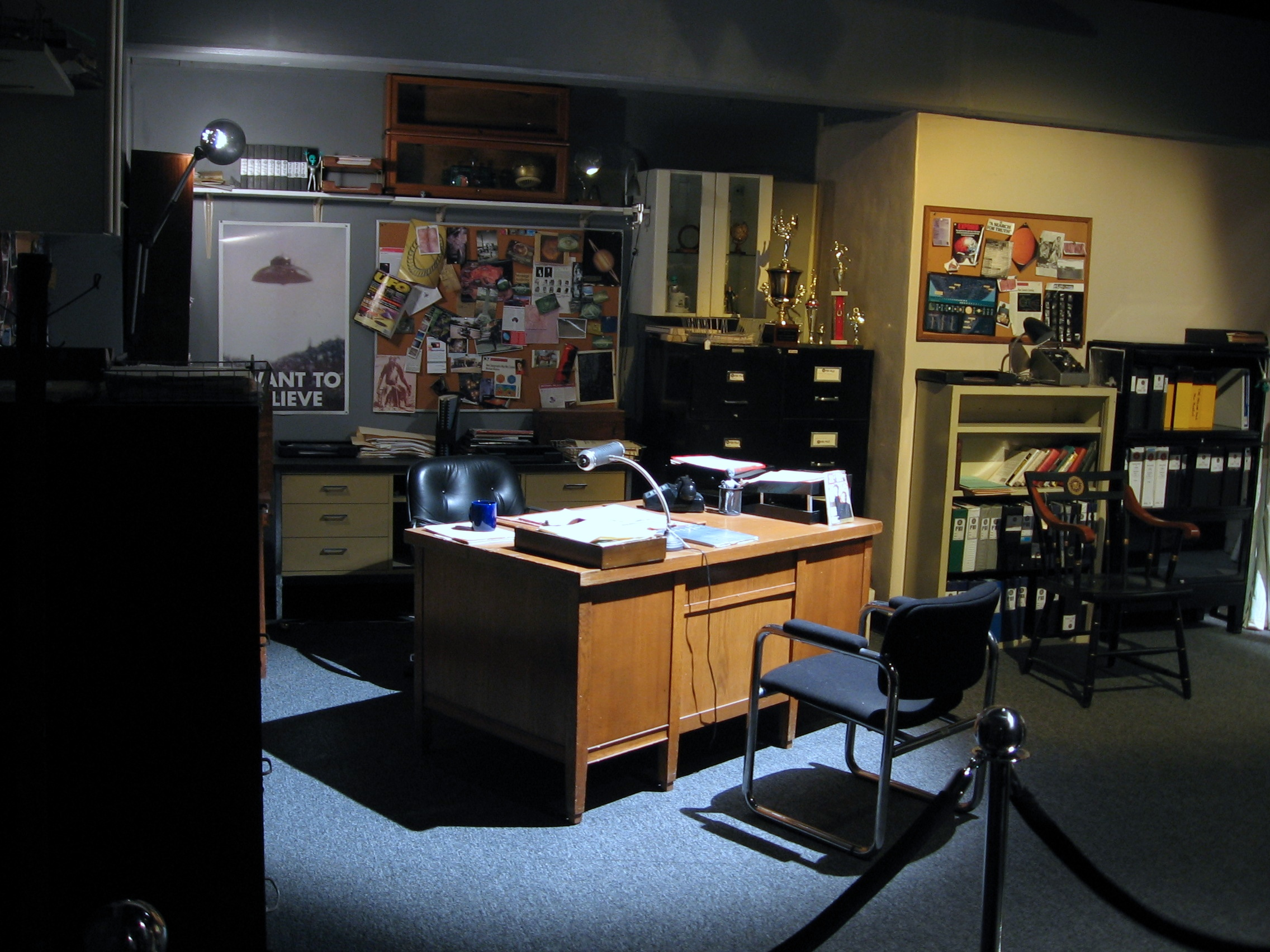
Офис агентов ФБР в сериале «Секретные материалы»

После картины «Razor Blade Smile» дела шли не очень хорошо, режиссёр не мог получить финансирование других проектов. Он обдумал различные идеи, в том числе фильм о зомби. Однако решил, что их и так выпускают слишком много, и если начнет работать над фильмом сейчас, то выпустит свою картину последним. Вместо этого он решил остановиться на пришельцах, которых воспринимают как плохих парней. Он считал, что зрителям нравится, когда люди побеждают пришельцев и они не испытывают дискомфорта из-за этого. Ведь зрителям нравится, когда плохих парней наказывают. Режиссёр выбрал пришельцев, считая, что они могут быть просто злыми, не нужно придумывать почему или для чего они делают то, что делают. Их поступки говорят сами за себя. Написание сценария заняло у Джейка Уэста около года. После завершения работы над сценарием режиссёр разослал его по продюсерам в надежде получить финансирование. Продюсер Уилл Джеффри заинтересовался сценарием, однако хотел, чтобы фильм был куда серьёзнее и просил переписать сценарий. Сам режиссёр прекрасно понимал, что фильмов на эту тему, куда более серьёзных и в том числе сериалов, таких как «Секретные материалы», было снято достаточно. Не было смысла снимать ещё один, тем более что совсем недавно один из создателей фильма «Ведьма из Блэр» снял как раз то, о чём говорил продюсер. Затем режиссёр получил телефонный звонок от Квентина Рейнольдса, для которого Уэст выполнял работу несколько лет назад. Рейнольдс предложил встретиться и выпить в новом году. Прежде режиссёр обратился к знакомому Луру Уильямсу, и вместе они создали модели корабля пришельцев и самих пришельцев. Во время встречи продюсер сказал, что очень заинтересован в инвестировании в кинопроекты, прочитав сценарий и посмотрев раскадровки, он спросил, как будут выглядеть космические корабли и пришельцы, а на следующий день выписал чек. Продюсер не вмешивался в работу над фильмом, доверив весь процесс создания режиссёру, при этом являясь единственным инвестором. Режиссёр считал это большим везением, так как чаще всего продюсеры вмешиваются в работу и пытаются навязать своё видение фильма.

### Подбор актёров

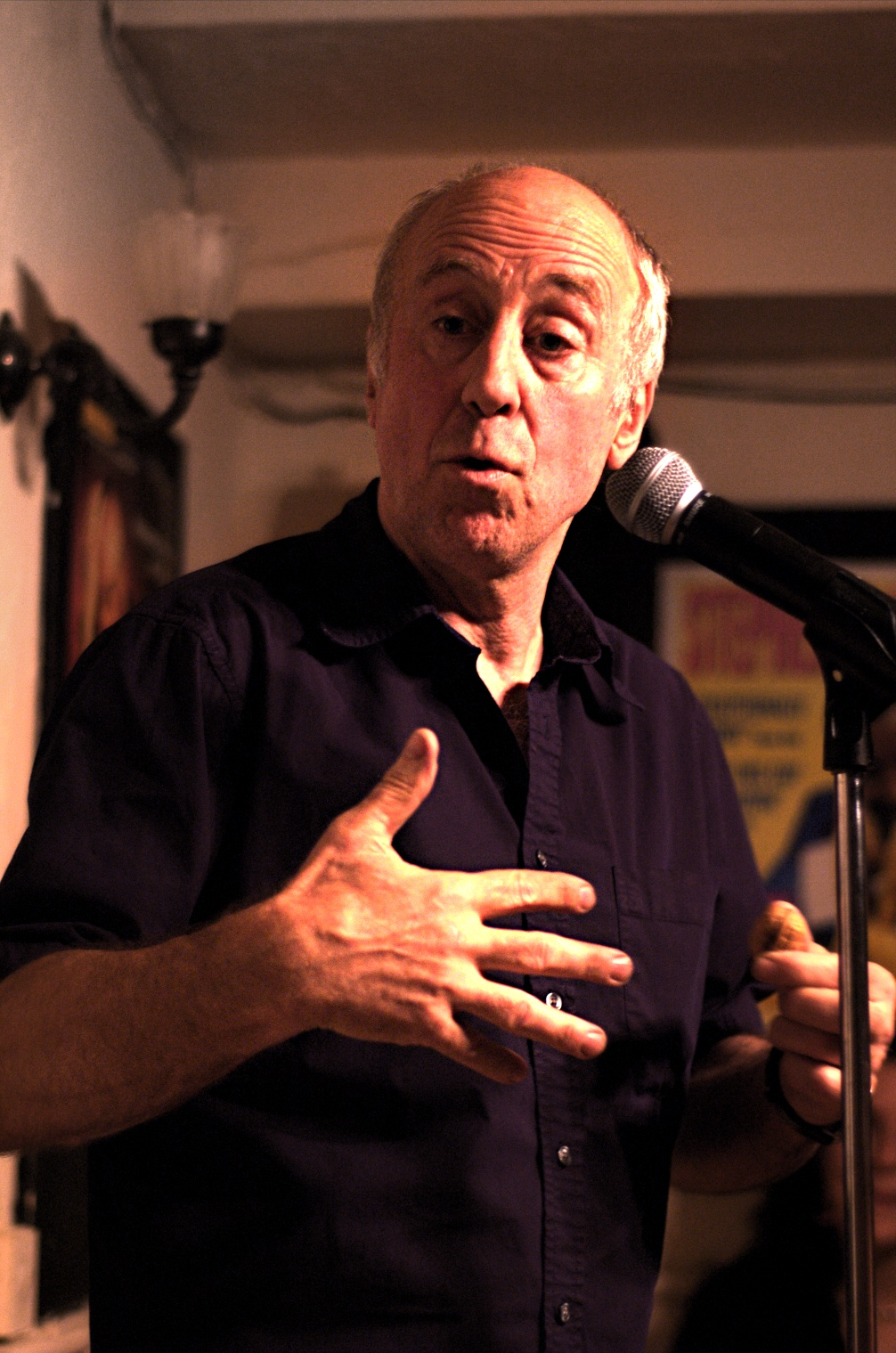
Норман Ловетт

Ещё до объявления о подборе актёров режиссёр хотел пригласить Криса Адамсона, который снимался во всех его фильмах, поэтому режиссёр считал его своим талисманом «Счастливой кроличьей лапкой», зрители могут помнить его по роли «Младшего» из семейства людоедов в фильме «Судья Дредд». Он описывал Адамсона как парня со шрамом, весёлого человека, который всегда приносит что-нибудь с собой на вечеринку. Его персонаж Лур Уильямс получил своё имя в честь специалиста по 3D-эффектам, работавшим над фильмом. С Эмили Бут режиссёр был знаком уже два года и работал с ней раньше, кроме того, она была настоящей телеведущей, поэтому пригласить её было разумным решением. Когда объявили о начале подбора актёров, пришли тысячи резюме, создатели фильма очень удивились, увидев резюме Нормана Ловетта, были невероятно рады такой удаче и с радостью пригласили его в проект, хотя могли позволить себе лишь небольшое камео с его участием. Весь подбор актёров занял около двух недель. В ходе него были просмотрены присланные фото и видео. Автор фильма считает, что в фильме по крайней мере 7 главных актёров. Во время подбора актёров Уэст объяснил, что это будет очень сложная съёмка. Ночная, дневная с обилием крови и холодной погодой. Всё то, что обычно актёры не хотят слышать, чтобы отсеять тех кто к этому не готов. А так же всех тех, кто считает недостойным сниматься в таких фильмах. Режиссёр стремился собрать актёров, которые любят жанр, был очень доволен актёрским составом и считал, что они прекрасно ладили на съёмках. Актёрский состав пробыл вместе 5 недель, и все были очень рады полученными впечатлениям от съёмок.

### Съёмки

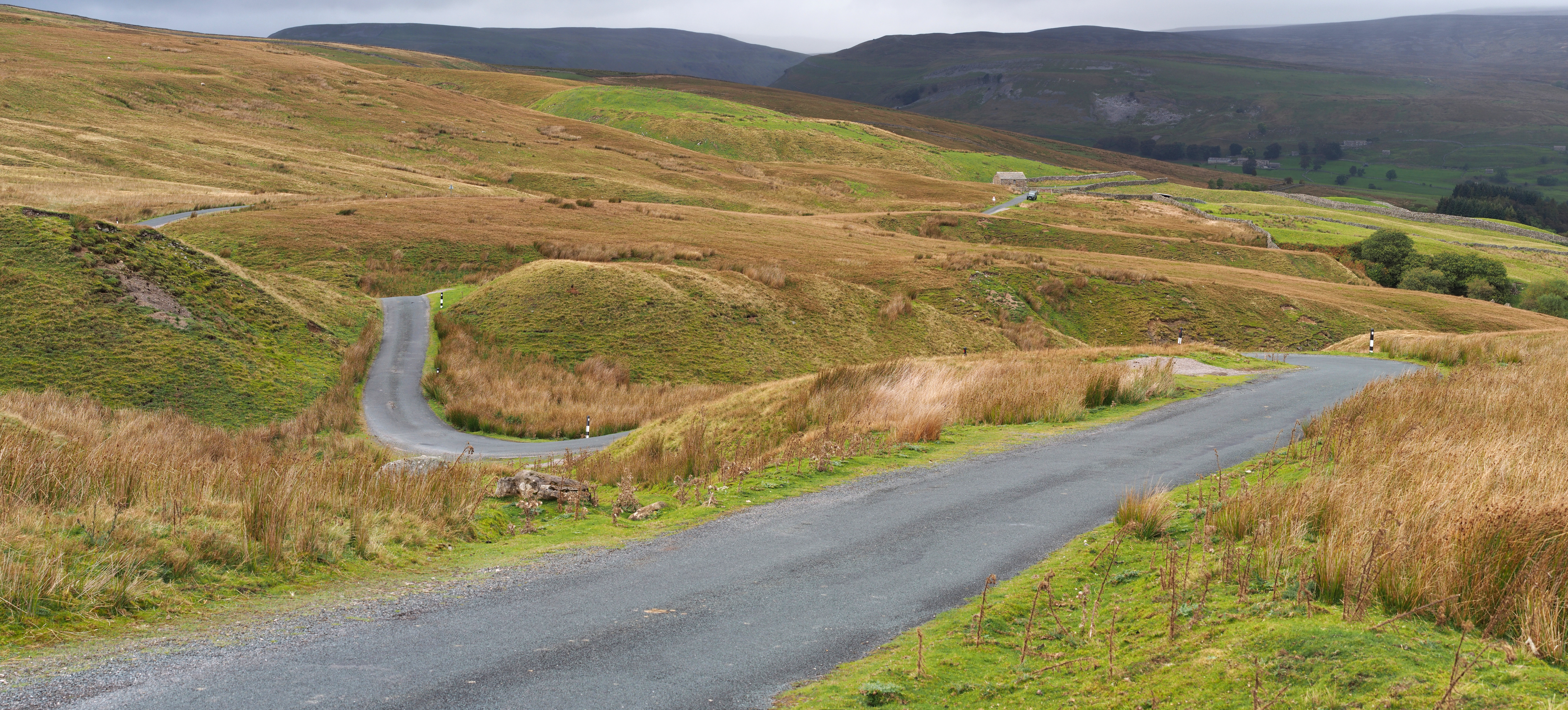
Йоркшир

Съёмки длились пять недель. Проходили в Йоркшире на заброшенной мясокомбинатной фабрике и на настоящей ферме. Часть сюжета фильма должна была развернуться на ферме, и создателям фильма нужна была настоящая ферма для съёмок, где позволили бы снимать и уничтожить часть урожая. Помощь Уэсту оказал знакомый кинорежиссёр Адам Мейсон, он предложил несколько вариантов ферм своих знакомых. Ферма, на которой проходили съёмки, называлась ФоксХол-Фарм, неподалёку от Хантингдона в местечке под названием Лейтон-Бромсволд. Хозяевами фермы были родители кого-то, с кем Адам когда-то ходил в школу. Их звали Билл и Яна Басендейл, ученый-исследователь и его жена-управляющая. Они были взволнованы предложением, но дали разрешение на съёмку. После у них выкупили пару полей, чтобы нарисовать круги и отснять сцену с комбайном. Съёмки проходили сразу после сбора урожая, часть из которого пришлось выкупить. На ферме были свободные комнаты, в которых остановилась часть съёмочной группы, а в свободных постройках разместились производственные помещения.

Комбайн для уборки урожая, аналогичный тому, что использовался в фильме

Нил Дженкинс занимался дизайном. Джон Бентли создавал декорации, с ним режиссёр познакомился в Каннах за несколько лет до съёмок этого фильма. Режиссёр долгое время хотел поработать с ним, так как считал хорошим специалистом. Декорации были отстроены в Йоркшире. Бентли нашёл заброшенную мясокомбинатную фабрику, и именно там были отстроены интерьеры фермы и космического корабля. Режиссёр называл Бентли «Картонный король», однако для создания декораций к этому фильму Бентли использовал дерево. У него был скромный бюджет на строительство декораций. Примером тому служит гостиная на ферме, которую разносят в щепки. Поскольку в этой сцене нужен был люк, Бентли пришлось создать комнату, стоящую над землей. Самой опасной частью съёмок были съёмки сцены с комбайном, где один из персонажей фильма выкашивал урожай пришельцев, а все потому, что актёры, игравшие пришельцев, не видели, куда они двигаются из-за шлемов. Приходилось все планировать и рассчитывать заранее. В процессе съёмок возникала масса сцен, когда исполнители ролей с криками бежали не в том направлении, часто к ближайшему дереву.

### Спецэффекты

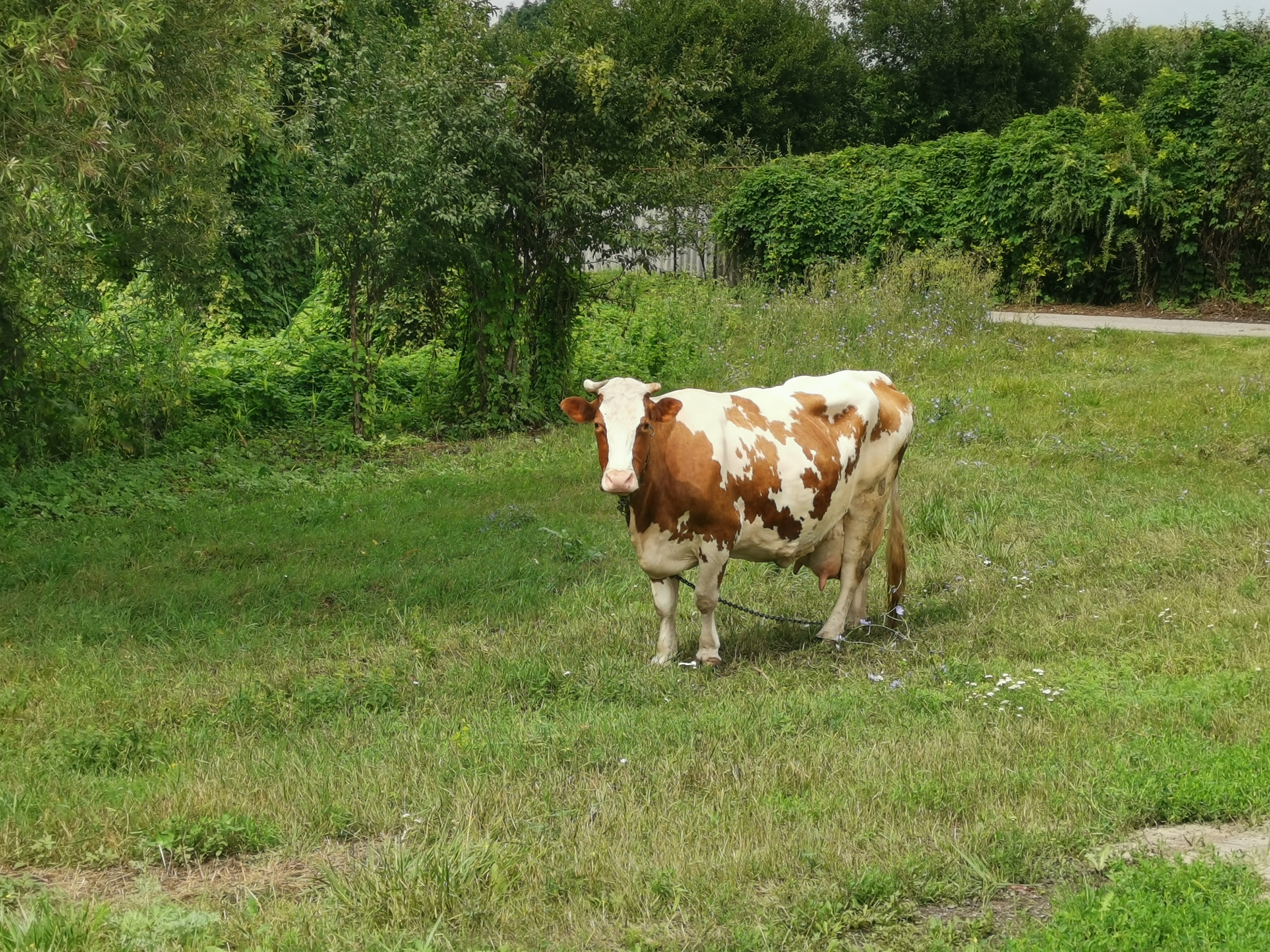
Корова

Над спецэффектами работали Джэйк Уэст и Лур Уильямс. Режиссёр, беспокоясь о качестве фильма, начал прорабатывать различные сцены с 3D-дизайнером. Были отсняты несколько сцен, в том числе со взрывающейся головой. После нескольких сцен стало понятно, что это возможно. Но было необходимо создать собственную установку для производства специальных эффектов. Предполагалось, что её создание займет около шести месяцев, а в итоге заняло год. Основной частью установки были 6 компьютеров, объеденных в единую сеть у режиссёра дома. Только после этого Уэст попытался получить финансирование своего сценария. Для съёмок сцены с потрошением коровы пришлось изготовить модель, которую специалисты Тим Берни и Трис Верслюис оставили вечером в поле, не закрыв брезентом. Тогда местный инспектор увидел её среди других коров. Решив, что она настоящая, он собирался оштрафовать владельцев фермы. Но ему всё вовремя объяснили.

### Премьера
Состоялась в 2005 году в кинотеатре «Рокси» в центре Сан-Франциско. Зрители были в восторге, съёмочной группе аплодировали стоя. Им так понравилось, что было решено показать фильм ещё раз на следующий день и режиссёра попросили остаться. Фильм получил приз зрительских симпатий на фестивале, который режиссёр называл полным удивительных впечатлений. По мнению режиссёра, это был успех и лучшая публика с точки зрения фестивальной толпы.